# 충무동 (여수시)
충무동(忠武洞)은 대한민국 전라남도 여수시의 동이다.

## 개요
조선조 초기부터 종고산 서남부와 북부구능지대에 형성되는데 1913년 바다였던 지역을 매립하여 ‘육동’(陸洞)이라 하다가 1914년 일제의 행정개편에 의하여 종동, 석정,천동, 포동, 상정, 하정, 석교리, 교통, 추동, 탕암, 구동, 성동, 연등을 서정(西町)이라고 불렀다. 1946년 일제식 동명을 폐명하고 이충무공과 인연이 깊은 곳이기 때문에 충무동으로 고쳤는데 1953년 행정구역 변경에 따라 육동을 합하여 충무동이라고 했다.

## 법정동
- 충무동(忠武洞)
- 군자동(君子洞)
- 연등동(蓮燈洞)

### 교통
- 여수공항 (18km)
- 여수엑스포역 (4km)

## 교육
- 여수종고중학교 (군자길 75, 군자동)
- 여수공업고등학교 (군자길 75, 군자동)

## 기관
- 충무동주민센터 (연등1길 26, 연등동)
- 여수교동우체국 (충무로 46, 충무동)
- 케니호텔 (충무로 54-2, 충무동)
- 광무파출소 (좌수영로 150, 연등동)
- 여수소방서 연등119안전센터 (좌수영로 162, 연등동)
- 한화생명 광무지점 (중앙로 27, 충무동)
- 한화생명 동산지점 (중앙로 27, 충무동)

## 여가
- 진남관

## 주거
- 충무맨션 (충무로 85, 충무동)
- 메트하임여수 (좌수영로 101, 연등동)

## 도로명주소 목록
- 교동북3길
- 군자1길
- 군자2길
- 군자3길
- 군자4길
- 군자5길
- 군자길
- 동령현1길
- 동령현2길
- 동령현3길
- 동령현길
- 동문로
- 동산1길
- 서문길
- 연등1길
- 연등2길
- 연등3길
- 연등4길
- 연등5길
- 연등6길
- 연등7길
- 연등8길
- 연등9길
- 좌수영로
- 중앙로
- 진남로
- 진남상가길
- 충무1길
- 충무2길
- 충무3길
- 충무4길
- 충무5길
- 충무로
- 충무연등천길
- 충무오거리길
- 충무오거리안길
- 충민로
- 충민사길
- 통제영1길